# Nathan Fernandes
Nathan Ribeiro Fernandes (Campos dos Goytacazes, 16 febbraio 2005) è un calciatore brasiliano, attaccante del Botafogo.

## Carriera

### Club
Nato a Campos dos Goytacazes, è entrato a far parte del settore giovanile del Grêmio nel 2016 a 10 anni. Il 21 marzo 2019 ha firmato un contratto formativo con il club gaúcho e nel febbraio 2021 ha firmato il suo primo contratto professionistico.
Il 25 maggio 2023 ha rinnovato ulteriormente il contratto fino al 2026 e due giorni dopo ha debuttato in prima squadra subentrando al posto di Everton Galdino contro l’Athl. Paranaense.
Il 10 giugno 2023 ha prolungato il contratto Gino al 2028 ed il 26 ottobre dello stesso anno ha realizzato la sua prima rete nella vittoria per 3-2 contro il Flamengo.
Nel 2025 si è trasferito al Botafogo, altro club della prima divisione brasiliana.

### Nazionale
Nel 2025 ha giocato 5 partite nel campionato sudamericano Under-20, vincendolo.

## Statistiche

### Presenze e reti nei club
Statistiche aggiornate al 22 maggio 2025.
| Stagione        | Squadra         | Campionato      | Campionato | Campionato | Coppe nazionali | Coppe nazionali | Coppe nazionali | Coppe continentali | Coppe continentali | Coppe continentali | Altre coppe | Altre coppe | Altre coppe | Totale | Totale | Totale |
| Stagione        | Squadra         | Comp            | Pres       | Reti       | Comp            | Pres            | Reti            | Comp               | Pres               | Reti               | Comp        | Pres        | Reti        | Pres   | Reti   |        |
| --------------- | --------------- | --------------- | ---------- | ---------- | --------------- | --------------- | --------------- | ------------------ | ------------------ | ------------------ | ----------- | ----------- | ----------- | ------ | ------ | ------ |
| 2023            | Grêmio          | PD/RS+A         | 0+11       | 0+1        | CB              | 0               | 0               |                    | -                  | -                  |             | -           | -           | 11     | 1      |        |
| 2024            | Grêmio          | PD/RS+A         | 10+19      | 2+0        | CB              | 2               | 0               | CL                 | 6                  | 1                  | -           | -           | -           | 37     | 3      |        |
| Totale Grêmio   | Totale Grêmio   | Totale Grêmio   | 10+30      | 2+1        |                 | 2               | 0               |                    | 6                  | 1                  |             | -           | -           | 48     | 4      |        |
| 2025            | Botafogo        | A/RJ+A          | 0+3        | 0          | CB              | 1               | 0               | CL                 | 2                  | 0                  | RS          | -           | -           | 6      | 0      |        |
| Totale carriera | Totale carriera | Totale carriera | 43         | 3          |                 | 3               | 0               |                    | 8                  | 1                  |             | -           | -           | 54     | 4      |        |

## Palmarès

### Club

#### Competizioni statali
- Campionato Gaúcho: 1

Grêmio: 2024

### Nazionale

#### Nazionale giovanile
- Campionato sudamericano Under-20: 1

Venezuela 2025